# Liste von Propheten in Afrika
Die Liste von Propheten in Afrika ist eine nach dem Werk Propheten in Afrika der Ethnologin Katesa Schlosser wiedergegebene Liste von verschiedenen Propheten bzw. religiösen Führergestalten Afrikas, die aus alteinheimischen Religionen, aus dem Islam und dem Missionschristentum verschiedener evangelischer Kirchen (Londoner Mission, Rheinische Mission, Bremer Mission, Church Mission Society, Heilsarmee, Englische Methodistenmission, Amerikanische Methodistenmission, Englische Baptistenmission, Amerikanische Baptistenmission, American Board of Missions u. a.) hervorgegangen sind.
Die Übersicht beginnt bei der sich der arabischen Invasion Nordwestafrikas widersetzenden Prophetin Al-Kahina, die bereits Ibn Chaldun in seiner Geschichte der Berber aus einem Abstand von siebenhundert Jahren behandelte, und erstreckt sich bis in die erste Hälfte des 20. Jahrhunderts, als der Einfluss der christlichen Missionen seinen Zenit erreicht hatte.
Unter "Namensvarianten" und "sonstiges" wurden teilweise ergänzende Angaben geliefert.

## Tabellarische Übersicht
| Name der Person oder der Bewegung                                                     | Zeit                             | Region                    | hervorgegangen aus (Religion)           | (Namensvarianten)                                                     | sonstiges |
| ------------------------------------------------------------------------------------- | -------------------------------- | ------------------------- | --------------------------------------- | --------------------------------------------------------------------- | --- |
| Al-Kahina                                                                             | um 700                           | Nordwestafrika            | alteinheimisch                          | Kahina                                                                | |
| Kimbangismus                                                                          | 1921–40                          | Moyen Congo, Niederguinea | Missionschristentum                     |                                                                       | |
| William Wadé Harris                                                                   | 1914–1916                        | Ghana, Elfenbeinküste     | Missionschristentum                     |                                                                       | Heute: Nkabah oder Church of the Twelve Apostles, Harrist Church, Église Harriste                                   |
| Kimbangu                                                                              | 1921                             | Niederguinea              | Missionschristentum                     | Simon Kimbangu                                                        | |
| Muhammad Ahmad                                                                        | 1881–1885                        | Nordostafrika             | Islam                                   | Muhammad Ahmad, Muhammad Ahmad ibn as-Sayyid Abdallah                 | s. a. Mahdi |
| Mohammed Abdullah Hassan                                                              | 1899–1920                        | Nordostafrika, Somalia    | Islam                                   | Muhammad ibn `Abd Allāh Hassān al-Mahdi, Muhammad ibn Abdallah Hassan | Mad Mullah |
| Mohammed Gran                                                                         | um 1525                          | Nordwestafrika            | Islam                                   | Ahmad ibn Ibrahim al-Ghasi                                            | |
| Ubaid Allah al-Mahdi                                                                  | 910–934                          | Nordwestafrika            | Islam                                   | Abdallah al-Mahdi                                                     | zur Zeit der arabischen Herrschaft                                                                                  |
| Uthman dan Fodio                                                                      | 1804–17                          | Zentralsudan              | Islam                                   | Usman dan Fodio                                                       | vor Beginn der europäischen Kolonisation                                                                            |
| Hendrik Witbooi                                                                       | 1880–1905                        | Südafrika                 | Missionschristentum                     |                                                                       | |
| Tengella                                                                              | bis 1512/13                      | Sahelzone                 | alteinheimisch                          |                                                                       | s. a. Koli Tengella, Askia Mohammed                                                                                 |
| Mamayenbuk                                                                            | um 1700                          | am Gambia                 | alteinheimisch                          |                                                                       | |
| Nxele                                                                                 | etwa 1815–1819                   | Südafrika                 | alteinheimisch                          | Makhanda                                                              | Albert Kropf |
| Tlapane                                                                               | etwa zwischen 1835 und 1840      | Ostafrika                 | alteinheimisch                          |                                                                       | David Livingstone: Missionary Travels and Researches in South Africa                                                |
| Mlandscheni                                                                           | etwa 1849–1853                   | Südafrika                 | alteinheimisch                          |                                                                       | Albert Kropf |
| Mchlakaza und Nonqaus                                                                 | 1856/57                          | Südafrika                 | alteinheimisch                          |                                                                       | Albert Kropf |
| Mwamafungubo                                                                          | 1891                             | Ostafrika                 | alteinheimisch                          |                                                                       | |
| Mwana Leza                                                                            | 1909                             | Südafrika                 | alteinheimisch                          |                                                                       | Ila-Prophet |
| Chilenga                                                                              | 1909                             | Südafrika                 | alteinheimisch                          |                                                                       | Ila-Prophet |
| (Prophet unbekannten Namens)                                                          | 1911                             | Südafrika                 | alteinheimisch                          |                                                                       | Ila-Prophet |
| Mupumani                                                                              | 1913                             | Südafrika                 | alteinheimisch                          |                                                                       | Ila-Prophet |
| Attar a Wal                                                                           | 1921                             | Obernilgebiet             | alteinheimisch                          |                                                                       | |
| Salim ben Tarif                                                                       | um 750                           | Nordwestafrika            | Islam                                   |                                                                       | zur Zeit der arabischen Herrschaft                                                                                  |
| Ubaid Allah al-Mahdi                                                                  | 910–934                          | Nordwestafrika            | Islam                                   | Abdallah al-Mahdi                                                     | zur Zeit der arabischen Herrschaft                                                                                  |
| Kadu                                                                                  | 911/12                           | Nordwestafrika            | Islam                                   |                                                                       | zur Zeit der arabischen Herrschaft                                                                                  |
| Hamim                                                                                 | 925–937                          | Nordwestafrika            | Islam                                   |                                                                       | zur Zeit der arabischen Herrschaft                                                                                  |
| Acem ibn Djemil el-Izdedjoumi                                                         | (nach Hamim)                     | Nordwestafrika            | Islam                                   |                                                                       | zur Zeit der arabischen Herrschaft; vgl. Hamim                                                                      |
| Mohammed ibn Tumert                                                                   | 1122/23–30                       | Nordwestafrika            | Islam                                   |                                                                       | zur Zeit der arabischen Herrschaft                                                                                  |
| About t-Touadjen Mohammed ibn Mohammed el-Ketami                                      | 1227/28                          | Nordwestafrika            | Islam                                   |                                                                       | zur Zeit der arabischen Herrschaft                                                                                  |
| Al Abbas                                                                              | 1296/97                          | Nordwestafrika            | Islam                                   |                                                                       | zur Zeit der arabischen Herrschaft                                                                                  |
| Tuiziri                                                                               | um 1300                          | Nordwestafrika            | Islam                                   |                                                                       | zur Zeit der arabischen Herrschaft                                                                                  |
| Sidi Mohammed el-Fadel                                                                | 1846                             | Nordwestafrika            | Islam                                   |                                                                       | zur Zeit der europäischen Okkupation und Herrschaft                                                                 |
| Fathma Bent Sidi Touati                                                               | 1847                             | Nordwestafrika            | Islam                                   |                                                                       | zur Zeit der europäischen Okkupation und Herrschaft                                                                 |
| Lalla Fatma                                                                           | bis 1857                         | Nordwestafrika            | Islam                                   |                                                                       | zur Zeit der europäischen Okkupation und Herrschaft                                                                 |
| Muhammad al-Mahdi as-Senussi                                                          | 1845/46–1902                     | Nordwestafrika            | Islam                                   |                                                                       | zur Zeit der europäischen Okkupation und Herrschaft                                                                 |
| Yakub Mohammed Ben el-Hadji Ahmed                                                     | 1901                             | Nordwestafrika            | Islam                                   |                                                                       | zur Zeit der europäischen Okkupation und Herrschaft                                                                 |
| Ndiaye Sall                                                                           | um 1680                          | Westsudan                 | Islam                                   |                                                                       | vor Beginn voller europäischer Kolonisation                                                                         |
| Mahadi                                                                                | zwischen 1785 und 1794           | Westsudan                 | Islam                                   |                                                                       | vor Beginn voller europäischer Kolonisation                                                                         |
| Muhammed ibn Amar ibn Ahmed                                                           | 1828–1830                        | Westsudan                 | Islam                                   |                                                                       | vor Beginn voller europäischer Kolonisation                                                                         |
| Mahdi-Erwartungen und das Auftreten eines "Gesandten Mohammeds" in Französisch-Guinea | um 1900                          | Westsudan                 | Islam                                   |                                                                       | zur Zeit voller europäischer Kolonisation                                                                           |
| Waliku                                                                                | 1916                             | Westsudan                 | Islam                                   |                                                                       | zur Zeit voller europäischer Kolonisation                                                                           |
| ein Prophet in Liberia                                                                | etwa 1916/17?                    | Westsudan                 | Islam                                   |                                                                       | zur Zeit voller europäischer Kolonisation                                                                           |
| Adara                                                                                 | 1930                             | Westsudan                 | Islam                                   |                                                                       | zur Zeit voller europäischer Kolonisation                                                                           |
| Modibo Radji                                                                          | zwischen 1847 und 1873           | Zentralsudan              | Islam                                   |                                                                       | vor Beginn der europäischen Kolonisation                                                                            |
| Ibrahim Scherif ed-Din                                                                | bis 1858/59                      | Zentralsudan              | Islam                                   |                                                                       | vor Beginn der europäischen Kolonisation                                                                            |
| Modibo Abdulahi                                                                       | zwischen 1890 und 1900           | Zentralsudan              | Islam                                   |                                                                       | zur Zeit der europäischen Kolonisation                                                                              |
| Die Satiru-Erhebung von 1906 Mallam Isa, Mallam Dan Makafo und ein Mahdi östlich Raha | 1906                             | Zentralsudan              | Islam                                   |                                                                       | zur Zeit der europäischen Kolonisation                                                                              |
| Mahdi-Verkünder in Bautschi und in Adamaua                                            | 1906                             | Zentralsudan              | Islam                                   |                                                                       | zur Zeit der europäischen Kolonisation                                                                              |
| Mahdi Alhadji                                                                         | 1907                             | Zentralsudan              | Islam                                   |                                                                       | zur Zeit der europäischen Kolonisation                                                                              |
| Mahdi Wadai                                                                           | 1907                             | Zentralsudan              | Islam                                   |                                                                       | zur Zeit der europäischen Kolonisation                                                                              |
| Mahdi-Verkündung in Bamum                                                             | 1910                             | Zentralsudan              | Islam                                   |                                                                       | zur Zeit der europäischen Kolonisation                                                                              |
| Mohammed Gran                                                                         | um 1525                          | Nordostafrika             | Islam                                   |                                                                       | |
| Hamad al-Nahlan                                                                       | bis 1704                         | Nordostafrika             | Islam                                   |                                                                       | |
| Ahmet el-Mahdi                                                                        | 1799                             | Nordostafrika             | Islam                                   |                                                                       | |
| Sejjidna Isa                                                                          | 1887                             | Nordostafrika             | Islam                                   |                                                                       | |
| Abu Djimesa                                                                           | 1888/89                          | Nordostafrika             | Islam                                   |                                                                       | |
| Abd Er-Rahmann el-Mahdi                                                               | 1924/25                          | Nordostafrika             | Islam                                   |                                                                       | |
| Ein Nachahmer des Mad Mullah                                                          | 1929                             | Nordostafrika             | Islam                                   |                                                                       | s. a. Mad Mullah |
| Sirach                                                                                | 1862                             | Nordostafrika             | ein Prophet des abessinischen Judentums |                                                                       | |
| Äthiopische Bewegung                                                                  |                                  |                           | Missionschristentum                     |                                                                       | |
| Watch-Tower-Bewegung                                                                  |                                  |                           | Missionschristentum                     |                                                                       | Kitawala, Zeugen Jehovas                                                                                            |
| Braid                                                                                 | 1914–1916?                       | Oberguinea                | Missionschristentum                     |                                                                       | |
| Opong                                                                                 | etwa 1921–1928                   | Oberguinea                | Missionschristentum                     |                                                                       | |
| Chei                                                                                  | 1925/26 bis heute?               | Oberguinea                | Missionschristentum                     |                                                                       | |
| Ake                                                                                   | 1926 bis mindestens 1930         | Oberguinea                | Missionschristentum                     |                                                                       | |
| Babalola in Nigeria                                                                   | 1928–1859                        | Oberguinea                | Missionschristentum                     |                                                                       | |
| Oschoffa in Nigeria                                                                   | 1947–1985                        | Oberguinea                | Missionschristentum                     |                                                                       | |
| Danso                                                                                 | 1938                             | Oberguinea                | Missionschristentum                     |                                                                       | |
| „Bangunza“ in Belgisch Kongo                                                          | 1921–1935                        | Niederguinea              | Missionschristentum                     |                                                                       | |
| Kimbangismus in Moyen Congo                                                           | 1921–1940                        | Niederguinea              | Missionschristentum                     |                                                                       | |
| „Bangunza“ in Angola                                                                  | 1921–1927                        | Niederguinea              | Missionschristentum                     |                                                                       | |
| Kausapala                                                                             | zwischen 1928 und 1930           | Niederguinea              | Missionschristentum                     |                                                                       | |
| Ntsikana                                                                              | 1818–1821                        | Südafrika                 | Missionschristentum                     |                                                                       | |
| Stürmann (Prophet)                                                                    | 1904/05                          | Südafrika                 | Missionschristentum                     |                                                                       | |
| Enoch                                                                                 | 1918–?                           | Südafrika                 | Missionschristentum                     |                                                                       | |
| Shembe                                                                                | um 1930                          | Südafrika                 | Missionschristentum                     |                                                                       | Nazareth Baptist Church, The Nazarite Church, AmaNazarites, Shembe Church                                           |
| Malaki                                                                                | 1912 bis in den Ersten Weltkrieg | Zentralafrika             | Missionschristentum                     |                                                                       | |
| Chilembwe                                                                             | 1915                             | Zentralafrika             | Missionschristentum                     |                                                                       | John Chilembwe |
| Thuku                                                                                 | 1921                             | Ostafrika                 | Missionschristentum                     |                                                                       | Harry Thuku |
| Mwana Leza                                                                            | 1925                             | Ostafrika                 | Missionschristentum                     |                                                                       | siehe: Edwin William Smith & Andrew Murray Dale: The Ila-speaking Peoples of Northern Rhodesia. 2 vols. London 1920 |

## Hauptquelle
- Katesa Schlosser: Propheten in Afrika. Braunschweig: Limbach, 1949 (Kulturgeschichtliche Forschungen Bd. 3)